# Kjærlighet uten strømper (Halvorsen)
Johan Halvorsen schreef in 1904/1905 toneelmuziek voor diverse uitvoeringen van Kjærlighet uten strømper uit 1772 van Johan Herman Wessel.  Het toneelstuk werd in het begin van de 20e eeuw regelmatig gespeeld in het Nationaltheatret in Christiania. Halvorsen, de muzikaal leider en dirigent van het gezelschap aldaar,  verzorgde tijdens toneelvoorstellingen de muziek. Het merendeel van de muziek was afkomstig van derden, maar soms schreef Halvorsen ook wel nieuwe muziek. Dat kwam soms in de vorm van kleine stukjes, die niet verder kwamen dan manuscript, maar bij andere stukken verzorgde hij complete werken, zoals het voorgaande Fossegrimen. Voor  Kjærlighet uten strømper werden het twee kleine stukjes: een gavotte en een rigaudon.